# Итатка (Асиновский район)
Итатка — деревня в Асиновском районе Томской области России. Входит в состав Большедороховского сельского поселения.

## География
Деревня находится в южной части Томской области, в пределах юго-восточной части Западно-Сибирской равнины, на левом берегу реки Итатки, на расстоянии примерно 4 километров (по прямой) к юго-западу от города Асино, административного центра района. Абсолютная высота — 111 метров над уровнем моря.

## История
Основана в 1925 году.
По данным 1926 года в выселке Итатка имелось 24 хозяйства и проживало 134 человека (в основном — белорусы). В административном отношении входила в состав Тихомировского сельсовета Ново-Кусковского района Томского округа Сибирского края.

## Население
| 1926 | 1939 | 1959 | 1970 | 1979 | 1989 | 2002 |
| ---- | ---- | ---- | ---- | ---- | ---- | ---- |
| 134  | ↗201 | ↘152 | ↘108 | ↘46  | ↘5   | ↘4   |
| 2010 | 2012 | 2013 | 2014 | 2015 | 2019 | 2021 |
| ↗5   | ↗8   | →8   | ↘1   | →1   | ↗2   | ↗14  |

Гендерный состав
По данным Всероссийской переписи населения 2010 года в гендерной структуре населения мужчины составляли 40 %, женщины — соответственно 60 %.
Национальный состав
Согласно результатам переписи 2002 года, в национальной структуре населения русские составляли 100 %

## Улицы
Уличная сеть деревни состоит из семнадцати улиц.